# Свон Ривер (Манитоба)
Свон Ривер (енгл. Swan River) је варошица у западном делу канадске провинције Манитоба у оквиру географско-статистичке регије Паркланд. Насеље се налази на раскрсници провинцијских магистралних друмова 385 и 10 и лежи на око 25 км источно од административне границе са провинцијом Саскачеван. Северно од насеља налази се језеро Свон, а источно је језеро Винипегосис. На око 15 км источно од Свон Ривера налази се варошица Минитонас.
Први европски истраживач који је истраживао ово подручје био је Хенри Келси 1690, а прва стална насеља датирају из 1770. године. Насеље Свон Ривер је основано 1900, а већ 1908. добија и службени статус провинцијске варошице.

Према резултатима пописа становништва из 2011. у варошици је живело 3.907становника у укупно 1.860 домаћинства, што је за 1% више у односу на 3.869 колико је регистровано
приликом пописа 2006. године. Према резултатима пописа из 2011. Свон Ривер је на 15. месту у провинцији по броју становника.

Најважније привредне активности у варошици и околини су пољопривреда и шумарство.

## Становништво
| 1996. | 2001. | 2006. | 2011. | 2016. |
| ----- | ----- | ----- | ----- | ----- |
| 3.986 | 4.032 | 3.869 | 3.907 | 4.014 |